# Ferrante Capeci
Ferrante Capeci sau Capece (n. 1546 – d. 31 iulie 1586, Cluj, Principatul Transilvaniei) a fost un profesor iezuit numit de regele Ștefan Báthory în anul 1583 în funcția de rector al colegiului iezuit din Cluj, pentru a aplana conflictul iscat între gruparea din jurul rectorului Jakub Wujek și cea a profesorului István Szántó⁠(en)[traduceți].

## Cariera didactică
Pe 23 decembrie 1583 a sosit de la Cracovia la Șimleu Silvaniei, unde a celebrat slujba de Crăciun în prezența regelui Ștefan Báthory. La 1 ianuarie 1584 Capeci (latinizat Capecius) a sosit la Cluj. Acolo a predat filosofia, teologia, latina și greaca, până când, doi ani și jumătate mai târziu, a murit în cursul unei epidemii de ciumă, în care au decedat alți cinci profesori ai colegiului.

## Etimologia numelui deromân
Capeci a remarcat în cursul călătoriei sale prin Transilvania faptul că românii se autodenumesc drept români (essi si chiamano romanesci), observație importantă pentru stabilirea etimologiei termenilor român și România.
„Transilvania este locuită de trei feluri de oameni, care toți vorbesc limbi deosebite: românii, care sunt locuitorii cei mai vechi și se trag din italieni și longobarzi; de aceea limba lor se aseamănă așa de mult cu italiana modernă, încât se poate învăța bine în câteva luni, după cum și ei învață ușor limba italiană; ba chiar, ei își zic români și mulți susțin că au fost trimiși aici cei care erau osândiți să scoată din pământ metale, care se află din belșug în această țară. Alți locuitori sunt ungurii, coborâtori din huni și sciți. De aceea o parte a Transilvaniei se cheamă Scitulia, care astăzi e numită cu un cuvânt corupt, după cum susțin unii, Siculia. Al treilea fel de locuitori sunt germanii saxoni, veniți pe vremea lui Carol cel Mare. Aceștia păstrează încă limba saxonă, deși foarte stricată.”—Scrisoare către Claudio Acquaviva, 27 februarie 1584.